# (7698) Schweitzer
Pour les articles homonymes, voir Schweitzer.
(7698) Schweitzer est un astéroïde de la ceinture principale. Sa dénomination provisoire fut 1989 AS6. Il a été découvert le 11 janvier 1989 par Freimut Börngen.
Il est nommé d'après le docteur Albert Schweitzer (Kaysersberg, 14 janvier 1875 – Lambaréné, 4 septembre 1965), prix Nobel de la paix en 1952.